# Silvester Takač
Silvester Takač, né le 8 novembre 1940 à Đurđevo, (Yougoslavie, aujourd'hui Serbie) est un joueur puis entraîneur de football yougoslave. Il évolue en tant que joueur au poste d'attaquant dans les années 1950, 1960 et 1970.

## Biographie

### En club
Silvester Takač commence sa carrière de joueur au Vojvodina Novi Sad. Avec ce club, il est champion de Yougoslavie en 1966.
En janvier 1967, Silvester Takač quitte la Yougoslavie et rejoint la France, en signant un contrat avec le Stade rennais. Avec le club breton, il dispute 85 matchs en Division 1, marquant 37 buts dans ce championnat. Il réalise sa meilleure saison en 1967-1968, où il inscrit 15 buts.
En 1969, il rejoint la Belgique, en s'engageant avec le club du Standard de Liège. Avec le Standard il est sacré Champion de Belgique à deux reprises et atteint par deux fois la finale de la Coupe de Belgique.

### En équipe nationale
Silvester Takač reçoit 15 sélections en équipe de Yougoslavie entre 1960 et 1966. Il inscrit deux buts en équipe nationale.
Avec la Yougoslavie, il remporte la médaille d'or lors des Jeux olympiques de 1960. Lors de cette compétition, il ne dispute qu'un seul match, face à la Turquie. Silvester Takač participe ensuite avec la Yougoslavie aux Jeux olympiques de 1964 organisés à Tokyo. Il dispute cette fois-ci trois matchs : un face à l'Allemagne, puis un face au Japon, et enfin un dernier contre la Roumanie.

### Carrière d'entraîneur
Après sa carrière de joueur, Silvester Takač se reconvertit en entraîneur. Il entraîne tout d'abord le club germanique du DJK Constance. Ensuite, pendant 4 saisons, de 1978 à 1982, il dirige les joueurs du RFC Liège. Puis de 1982 à 1984, il est l'entraîneur adjoint du FC Cologne.
En 1984, Silvester Takač prend les rênes du FC Sochaux-Montbéliard. Après une seule saison, il rejoint le Racing Paris de l'ambitieux Jean-Luc Lagardère. Il parvient à faire monter le club parisien en Division 1 en étant sacré champion de France de Division 2 en 1986.
Silvester Takač retourne ensuite en Franche-Comté, où il atteint la finale de la Coupe de France en 1988 avec l'équipe franc-comtoise. Il reste sept saisons à Sochaux. Il part ensuite entraîner l'OGC Nice. Avec le club azuréen, il remporte la Coupe de France en 1997, la toute dernière disputée au Parc des Princes, ce qui constitue le principal titre de sa carrière de manager.
En 2001, Silvester Takač rejoint le continent africain, en dirigeant le club marocain du Raja de Casablanca. Il prend ensuite la tête de l'équipe tunisienne du Club sportif sfaxien. C'est avec ce club qu'il met un terme à sa carrière d'entraîneur.

## Carrière

### Carrière de joueur
- 1955- janv. 1967 :  Vojvodina Novi Sad
- janv. 1967-1969 :  Stade rennais
- 1969-1974 :  Standard de Liège

### Carrière d'entraîneur
- 1975-1978 :  DJK Constance
- 1978-1982 :  RFC Liège
- 1982-1984 :  FC Cologne (adjoint)
- 1984-1985 :  FC Sochaux-Montbéliard
- 1985-1986 :  RC Paris
- 1987-1994 :  FC Sochaux-Montbéliard
- 1996-1997 :  OGC Nice
- 2001 :  Raja Casablanca
- 2001-2002 :  Club sportif sfaxien

## Palmarès joueur

### En club
- Champion de Yougoslavie en 1966 avec le Vojvodina Novi Sad
- Champion de Belgique en 1970 et en 1971 avec le Standard de Liège
- Finaliste de la Coupe de Belgique en 1972 et en 1973 avec le Standard de Liège
- Finaliste de la Coupe de la Ligue Pro en 1974 avec le Standard de Liège

### EnÉquipe de Yougoslavie
- 15 sélections et 2 buts entre 1960 et 1966
- Champion Olympique en 1960

### Distinction individuelle
- Meilleur buteur de la Coupe d'Europe des Clubs Champions en 1972 (5 buts)

## Palmarès entraîneur
- Champion du Maroc en  2001 avec le Raja Casablanca
- Vainqueur de la Coupe de France en 1997 avec l'OGC Nice
- Champion de France de Division 2 en 1986 avec le RC Paris
- Finaliste de la Coupe de France en 1988 avec le FC Sochaux
- Vice-champion de France de Division 2 en 1988 avec le FC Sochaux

## Source
- Marc Barreaud, Dictionnaire des footballeurs étrangers du championnat professionnel français (1932-1997), L'Harmattan, 1997.